# Laboratori Nacional d'Oak Ridge
El Laboratori Nacional d'Oak Ridge o (ORNL) (en anglès: Oak Ridge National Laboratory) és un laboratori nacional estatunidenc de multiprogrames de ciència i tecnologia gestionat per al Departament d'Energia dels Estats Units per O-Battelle, LLC. L'ORNL està situat a Oak Ridge (Tennessee), prop de Knoxville. Els científics i enginyers de l'ORNL dirigeixen tant la investigació bàsica com l'aplicada, per adquirir el coneixement científic i establir les solucions tecnològiques que coadjuvin la capacitat tècnica nacional en àrees claus de la ciència, incrementin la disponibilitat d'energia neta i abundant, restaurin i protegeixin l'ambient i contribueixin a la seguretat nacional.
L'ORNL també realitza altres funcions per al Departament d'Energia, incloent-hi la producció d'isòtops, la gestió d'informació i el programa d'administració tècnica, i proporciona assistència tècnica i d'investigació a altres organitzacions.

## Programes d'investigació
L'ORNL dirigeix activitats d'investigació i desenvolupament que abasten un ampli ventall de disciplines científiques. Les àrees més importants d'investigació es descriuen breument a continuació:
- Dispersió de neutrons: la Spallation Neutron Source (SNS), en combinació amb el reactor d'isòtops d'alt flux i l'Oak Ridge Electron Linear Accelerator Pulsed Neutron Source, convertirà l'ORNL en el centre líder mundial de la ciència de neutrons. La investigació futura estarà basada en aquestes instal·lacions i el Joint Institute for Neutron Sciences, que s'està desenvolupant en col·laboració amb la Universitat de Tennessee i el Projecte SNS per donar cabuda als milers d'usuaris que s'espera que es produeixin cada any
- Sistemes biològics: la iniciativa de l'ORNL amb relació als sistemes biològics complexos en genòmica comparativa i funcional, biologia estructural i computacional i bioinformàtica. Aquesta iniciativa se centra en la capacitat tècnica de l'ORNL i en les instal·lacions en un ampli ventall de camps biològics relacionats amb el repte d'observar i comprendre el funcionament de sistemes biològics complexos.
- Energia: l'ORNL és un dels centres mundials més importants en la recerca i desenvolupament sobre producció d'energia, la seva distribució i consum i els efectes de les tecnologies de l'energia sobre la societat. La producció, distribució i ús nets, segurs i eficients han sigut els seus objectius permanents. A l'ORNL s'utilitzen instal·lacions especials per la investigació i el desenvolupament energètic, tant pel desenvolupament de la tecnologia com per investigacions fonamentals en les ciències bàsiques d'energia que suporten la tecnologia.
- Materials avançats: científics de l'ORNL estan implicats en estudis que van des de la investigació bàsica fins a les últimes aplicacions de pràcticament tota mena de materials. L'especialitat de l'ORNL té gran significat en síntesi de materials, la seva fabricació i presentació i són aplicades a totes les àrees importants. Milers de científics convidats acudeixen cada any a l'ORNL per fer ús de les seves instal·lacions de classe mundial.
- Seguretat nacional: l'ORNL proporciona a les agències dels governs federal, estatals i locals la tecnologia i els coneixements per atendre les necessitats nacionals. Aquesta tecnologia i coneixements també són compartits per la indústria per reforçar la competitivitat de l'economia estatunidenca en els mercats mundials.
- Computació d'altes prestacions: el laboratori dirigeix la recerca i desenvolupament de la ciència de la computació en una àmplia varietat de camps.
- Ciències químiques: l'ORNL dirigeix la investigació tant de base com d'aplicació en un elevat nombre d'àrees, incloent-hi la catàlisi, la química de superfície i interfacial, les transformacions moleculars i la química dels combustibles, la d'elements pesants i radioactius, la de solucions aquoses i la geoquímica, l'espectrometria de masses i l'espectroscòpia làser, la química de separacions, la de materials incloent-hi la síntesi i caracterització de polímers i altres materials no pesants, la de biociències i la de neutrons.
- Microscopi electrònic: el programa de microscopi electrònic de l'ORNL investiga temes claus sobre matèria condensada, materials científics, química i nanotecnologia.
- Medicina nuclear: la investigació del Laboratori sobre medicina nuclear està centrada en el desenvolupament de la millora de la producció del reactor i els mètodes de processament per subministrar radioisòtops per la medicina, el desenvolupament de nous generadors de radionúclids i el disseny i avaluació de nous productes radiofarmacèutics per aplicacions en medicina nuclear i oncologia.
- Física: la investigació en ciències físiques de l'ORNL se centra fonamentalment en l'estudi de les propietats fonamentals de la matèria al nucli atòmic i a l'escala de les partícules subatòmiques, així com el desenvolupament d'instruments experimentals per atendre a aquests estudis.

## Instal·lacions de recerca
El Laboratori Nacional d'Oak Ridge alberga un nombre d'instal·lacions d'investigació experimental d'alta sofisticació. Aquests laboratoris d'investigació es destinen al seu ús pels científics i enginyers de la plantilla, així com a investigadors d'universitats, indústria, institucions estrangeres i altres laboratoris del govern. Per a més informació sobre aquestes instal·lacions es pot consultar el web del Laboratori: research facilities Arxivat 2007-11-29 a Wayback Machine..

### Instal·lacions per l'usuari
Algunes de les instal·lacions d'investigació de l'ORNL han sigut qualificades de "user facilities" (instal·lacions per l'usuari) pel Departament d'Energia dels Estats Units. El treball a les instal·lacions per l'usuari pot realitzar-se en dues modalitats: com a propietari o com a no propietari. Més informació sobre aquestes instal·lacions i de com obtenir-hi accés està disponible al seu web:  Arxivat 2007-11-29 a Wayback Machine..

### Dades i xifres
L'ORNL té una plantilla de més de 4.000 persones, que inclou 1.500 científics i enginyers. El Laboratori acull anualment al voltant de 3.000 investigadors convidatsArxivat 2012-10-17 a Wayback Machine. que romanen dues setmanes o més a Oak Ridge; al voltant del 25% procedeixen de la indústria. L'ORNL rep 30.000 visitants cada any, més uns 10.000 estudiants.
La dotació per l'ORNL per l'any fiscal 2005 va excedir 1.000 milions de dòlars; el 80% d'aquest import procedeix del Departament d'Energia i el 20% restant d'altres clients federals i privats. O-Battelle, el contractista de gestió i funcionament del Laboratori, ha subministrat més de 6 milions de dòlars en suport de l'educació matemàtica i científica, el desenvolupament econòmic i altres projectes a la gran regió d'Oak Ridge.
El Laboratori ocupa al voltant de 150 km², i el cost de reposició dels seus edificis està estimat en uns 7.000 milions de dòlars.

## Història
Creat com a part del Projecte Manhattan el 1943, el Laboratory Nacional d'Oak Ridge es fundà durant la Segona Guerra Mundial, quan els científics estatunidencs temien que l'Alemanya nazi desenvolupés ràpidament una bomba atòmica. Construït pel Cos d'Enginyers Militars dels Estats Units en menys d'un any en un terreny agrícola aïllat a les muntanyes de Tennessee de l'Est, Oak Ridge es convertí en una "ciutat secreta" que en un termini de dos anys albergà més de 75.000 residents.
L'objectiu del Projecte Manhattan era separar i produir urani i plutoni pel seu ús en el desenvolupament d'una arma nuclear. Aquestes labors es dugueren a terme a tres instal·lacions, codificades com a Y-12, X-10 (que més tard es convertí en el Laboratori Nacional d'Oak Ridge) i K-25. K-25 era una planta de difusió gasosa dissenyada per separar el U-235 del U-238. Y-12 es dedicà a la separació electromagnètica del U-235. X-10 era una planta de demostració pel procés de produir plutoni a partir d'urani mitjançant bombardeig nuclear.
Treballant amb noms ficticis en el reactor de grafit de X-10, Enrico Fermi i els seus col·laboradors desenvoluparen la primera reacció nuclear sostinguda de la història, que conduí a la bomba atòmica que acabà la guerra.
La implicació de l'ORNL amb les armes nuclears s'acabà amb la fi de la guerra freda. Els coneixements científics del laboratori es canviaren en els anys 1950 i 1960 en investigació pacífica en medicina, biologia, materials i física. Durant aquest període, el reactor de grafit s'utilitzà per produir els primers radioisòtops mèdics pel tractament del càncer.
Com a conseqüència de la creació del Departament d'Energia dels EUA el 1977, la missió de l'ORNL s'amplià per incloure-hi la investigació en el desenvolupament de la producció i el consum d'energia. La fi de la guerra freda i el creixement del terrorisme internacional dugué a una posterior expansió de la investigació en camps relacionats amb les tecnologies de seguretat nacional. Amb l'entrada al segle xxi, nous programes de disciplines creuades en materials de nanofase, superordinador i biologia han conduït a la utilització de l'expressió "nano-info-bio" per descriure l'agenda d'investigació de la síntesi emergent de l'ORNL.